# Jožef Krajnc
Jožef Krajnc (17. února 1821 Škale – 22. února 1875 Praha) byl štýrský a rakouský právník, vysokoškolský pedagog a politik slovinské národnosti, během revolučního roku 1848 poslanec rakouského Říšského sněmu.

## Biografie
Pocházel z rodiny bohatého sedláka. Do svých 12 let se vzdělával doma, roku 1832 nastoupil na školu v Celji a zde absolvoval gymnázium. Roku 1841 se zapsal na právnickou fakultu univerzity ve Štýrském Hradci. Už roku 1842 tu získal doktorát z filozofie. Na podzim téhož roku nastoupil jako vychovatel do rodiny šlechtice Kodolitschevihe. Bydlel střídavě ve Štýrském Hradci a Bad Radkersburgu a studoval soukromě práva. V roce 1845 právnická studia dokončil. Nastoupil na magistrát v Bad Radkersburgu a poté, co se Kodolitschevih přestěhoval do Štýrského Hradce, působil i na tamním magistrátu. V roce 1847 složil zkoušky pro přijetí za soudce při apelačním soudu v Klagenfurtu. V letech 1846–1847 podnikl zahraniční cestu po Rakousku, Porýní a Švýcarsku. Do roku 1848 složil dvě právní rigoróza.
Během revolučního roku 1848 se výrazně zapojil do politického dění. Spolu s Josipem Muršecem byl nejaktivnějším členem spolku Slovenija ve Štýrském Hradci. Zdůrazňoval austroslavismus, odmítal všeněmecké sjednocení i to, aby byli slovinští poslanci volení na Frankfurtský parlament. Podporoval vytvoření autonomního slovinského samosprávného území v rámci Rakouska. V celostátních volbách roku 1848 byl zvolen na rakouský ústavodárný Říšský sněm. Zastupoval volební obvod Slovinský Hradec. Uvádí se jako soudce.
Patřil k sněmovnímu bloku pravice. Náležel mezi slovinské národně orientované poslance. Do říjnové revoluce ve Vídni ovšem v parlamentu často spolu s Matijou Kavčičem hlasoval společně s německou liberální levicí, zejména v otázkách nemajících národnostní podtext, čímž se odlišoval od českých poslanců, které považoval za parlamentní spojence konzervativní šlechty. Byl zvolen místo France Miklošiče za člena ústavního výboru za Štýrsko. Zapojil se do debat o státoprávním uspořádání. Když František Palacký navrhl federativní uspořádání Rakouska na etnickém principu a vytvoření slovinského samosprávného útvaru tvořeného částí Štýrska, Kraňskem, Přímořím a Korutanskem, odmítl Krajnc, aby do tohoto útvaru byly začleněny Korutany. Odmítal totiž dělení Korutanska (i Čech) podle národnostních linií jako nemožné. Vyslovil se naopak pro návrh poslance Rudolfa Brestela, aby byly zachovány historické hranice zemí, ale v nich zřízeny národnostně homogenní kraje. Nakonec hlasoval pro návrh, jenž předložil František Ladislav Rieger, podle kterého měla vzniknout Ilýrie, tvořená Kraňskem a Korutany, přičemž Štýrsko a Přímoří by zůstaly samostatnými útvary, dělenými na národnostní kraje.
Po rozpuštění Říšského sněmu v březnu 1849 se vrátil ke studiím a 2. srpna 1849 byl v Štýrském Hradci promován na doktora práv. 30. prosince 1849 byl jmenován docentem slovinského jazyka a občanského práva na univerzitě ve Štýrském Hradci. V roce 1851 požádal o profesuru. Fakulta žádost podpořila, zemské gubernium ji ale zamítlo. Přimlouval se za něj i český šlechtic a politik Leopold Lev Thun-Hohenstein. V roce 1852 žádost ovšem zamítlo ministerstvo. Snažil se pak působit v advokacii. Úřady mu ale dělaly komplikace se získáním advokátních zkoušek. V roce 1855 získal díky přímluvě Thuna místo profesora občanského práva na škole v sedmihradské Sibini. Zde vyučoval až do roku 1871. V listopadu 1870 byl jmenován profesorem občanského práva na univerzitě v Innsbrucku na základě své studie Über das leitende Princip der bücherlichen Rechte. Zde vyučoval jen dva semestry. Pak přešel do Prahy. Na post profesora Karlo-Ferdinandovy univerzity v Praze ho podpořil ministr školství Josef Jireček. Krajnc začal v Praze vyučovat v letním semestru roku 1872. Čelil coby Slovan protestům pražských německých poslanců.